# Маргарита де Прадес (королева Арагона)
Маргари́та де Пра́дес (исп. Margarita de Prades; ок. 1387/1388, Фальсет, королевство Арагон — 25 июля 1429, Риудомс, королевство Арагон) — каталонская аристократка из дома Прадес — ветви Барселонского дома, дочь Педро де Прадеса, барона Энтенсы. Вторая жена короля Мартина I Гуманного; в замужестве — королева Арагона, Валенсии, Мальорки, Сицилии, Сардинии и Корсики, графиня Барселоны, Руссильона, Сердани и Ампурьяса; титулярная герцогиня Афинская и Неопатрийская.
Одна из самых красивых и образованных женщин своего времени. Муза каталонских и кастильских поэтов, которым оказывала при своём дворе особое покровительство. Замужем за королём не успела родить наследника престола; овдовела спустя несколько месяцев после свадьбы. Утратила содержание и титул вдовствующей королевы после того, как стало известно о втором её браке, в который она тайно вступила с каталонским дворянином. Овдовев во второй раз, приняла монашеский постриг в монастыре цистерцианок и позднее была избрана настоятельницей в монастыре Бонрепос.

## Биография

### Семья и ранние годы
Маргарита де Прадес родилась около 1387/1388 года в родовом замке Фальсет. Она была младшей четвёртой дочерью в семье Педро де Прадеса, барона Энтенсы и Хуаны де Кабрера. Дом графов де Прадес и баронов Энтенсы был младшей ветвью королевского дома: прапрадедом Маргариты по отцовской линии был король Хайме II. По отцовской линии она также приходилась внучкой Хуану I, графу де Прадес и барону Энтенсы, и Санче Хименес де Аренос. По материнской линии была внучкой Бернарда III, виконта Кабреры и Баса, графа Осоны, и Маргариты де Фуа.
Маргарита получила имя в честь своей крёстной матери — Маргариты Монферратской, жены урхельского графа Педро II. После смерти отца в 1395 году материальное положение семьи ухудшилось, и мать устроила дочерей — восьмилетнюю Маргариту и её двенадцатилетнюю сестру Хуану — фрейлинами при дворе королевы, которая приходилась ей родственницей. Здесь Маргарита получила хорошее гуманитарное образование, включавшее знания в области поэтики, музыки, искусства и истории, а также освоила правила дворцового этикета. Она была главной фрейлиной на коронации королевы Марии де Луна в Сарагосе 23 апреля 1399 года, а также сопровождала королеву во всех её поездках. Во время одной из них, в Валенсию в ноябре 1406 года, Мария де Луна заболела и в следующем месяце умерла. Маргарита сопровождала её тело к месту погребения в церкви святого Викентия в Валенсии, после чего вернулась домой.

### Королева
Со смертью в 1409 году наследного принца Мартина, успевшего закрепить правление Барселонского дома на Сардинии, вдовый король Мартин I лишился наследников. По совету придворных он решил снова жениться, чтобы продолжить династию. Королю были представлены две кандидатки — Сеслия де Урхель и Маргарита де Прадес. Его выбор пал на фрейлину покойной супруги. 17 сентября 1409 года антипапа Бенедикт XIII, несмотря на близкое родство жениха и невесты, обвенчал их в капелле дворца Бельескуард в Барселоне. На церемонии бракосочетания присутствовали святой Викентий Феррер и его брат Бонифаций, приор монастыря картузианцев.
По свидетельству современников, Маргарита была одной из самых красивых женщин своего времени. Её внешность вдохновляла поэтов: каталонцы Арно д’Эриль, Арно Марш, Луи Икар, Жорди де Сан-Жорди и кастильцы Педро де Санта-Фе, Иньиго Лопес де Мендоса, маркграф де Сантильяна посвящали Маргарите стихи. Другой поэт-иностранец, тиролец Освальд фон Фолькенштейн, увидев её во время путешествия по арагонскому королевству, в своём автобиографическом сочинении назвал Маргариту «величественной и красивой».
Маргарита была страстным библиофилом. Уже после смерти супруга, для личного чтения, королева выписала из его библиотеки более трёх сотен книг по литературе, геометрии, медицине и философии. Овдовев, Маргарита испытывала материальные затруднения, но запретила продажу книг из дворцовой библиотеки в Беллескуарде.
При дворе от юной королевы ждали рождения наследника престола, чему препятствовало слабое здоровье короля. Историк Херонимо Сурита в «Анналах арагонского королевства» утверждал, что этот брак пожилого и больного Мартина I лишь ускорил его смерть. Королева принимала специальные лекарства, чтобы забеременеть, а также совершила паломничество к чудотворному образу Богоматери в аббатстве Монсеррат. Но спустя восемь месяцев после свадьбы, 31 мая 1410 года, Маргарита овдовела.

### Вдовство и поздние годы
Смерть короля Мартина I, не оставившего наследника, привела к периоду междуцарствия, который завершился соглашением в Каспе в 1412 году. Так как в королевстве Арагона не было закона регулировавшего положение вдовствующей королевы, Маргарита обратилась в каталонский парламент с просьбой предоставить ей в пользование имущество покойного супруга до вступления на трон нового короля. Её просьба была удовлетворена. Маргарита жила в малом дворце в Барселоне и во дворце Беллескуард. С новым королём Фердинандом I у неё сложились хорошие отношения. В письмах к нему она называла его «дорогим племянником». Он даровал ей пенсию в размере двух тысяч флоринов и титул вдовствующей королевы при условии не вступления в повторный брак.
В июле 1414 года на свадьбе старшей сестры Хуаны вдовствующая королева познакомилась с каталонским дворянином Хуаном де Виларагут-и-Альварес-де-Аро. Между ними завязались отношения, приведшие в мае 1415 года к заключению тайного брака в капелле королевского дворца в Валенсии. В том же году она отказалась от брака с Жаном I, графом Фуа, за которого её сватал сам король. Маргарита назначила Хуана де Виларагута управляющим своим имуществом. В январе 1416 года в Перпиньяне, где она присутствовала на переговорах по преодолению Западного раскола в церкви, Маргарита родила сына Хуана Херонимо де Виларагута. В 1419—1420 годах о тайном браке вдовствующей королевы стало известно при дворе, что привело к утрате ею пенсии и титула и разрыву отношений с королевским домом. Вместе с мужем Маргарита нашла приют в аббатстве Санта-Мария-де-Вальдонселья, настоятельницей в котором была её тётка по материнской линии Констанца де Кабрера. Здесь в июне 1422 года она овдовела во второй раз.
Чтобы защитить сына от преследований, Маргарита убедила его принять монашеский постриг в аббатстве Сантес-Креус и стать цистерцианцем. Однако после смерти матери Хуан отказался от монашеского сана. Сама Маргарита приняла монашеский постриг в аббатстве Санта-Мария-де-Вальдонселья. Во время пребывания в монастыре она смогла разрешить все проблемы, связанные с долгами и наследством. В 1428 году её избрали настоятельницей в монастыре Бонрепос. Маргарита умерла в Бонепросе (или во время эпидемии чумы в Руидомсе) 25 июля 1429 года. На смерть Маргариты поэт Иньиго Лопес де Мендоса, маркиз Сантильяна, написал «Плач по королеве Маргарите» (исп. Planto de la Reyna Margarida), в котором описал её как пример совершенной женщины.
Последняя королева из Барселонского дома была похоронена в монастыре Бонрепос, откуда в мае 1475 года её останки перенесли в королевский монастырь Сантес-Креус. Их поместили в надгробии с королевским гербом перед усыпальницей короля Педро II Католика. В 1835 году могила королевы была осквернена, но вскоре её восстановили, поместив останки в камерной урне на стене в левом нефе.